# ۴ فروردین
۴ فروردین چهارمین روز از سال در گاه‌شماری خورشیدی است. به پایان سال ۳۶۱ روز (۳۶۲ روز در سال کبیسه) مانده‌است.در این روز از ساعت ۲۰:۳۰ تا ۲۱:۳۰ [برج میلاد] به احترام زمین خاموش می‌شود 

## رویدادها
- ۱۱۱۷ - پایان محاصره قندهار
- ۱۴۰۱ - رقابت ۴ فروردین ۱۴۰۱ تیم ملی فوتبال ایران با تیم ملی فوتبال کره جنوبی در مرحله مقدماتی جام جهانی فوتبال ۲۰۲۲ (آسیا)
- ۱۴۰۲ - زمین‌لرزه ۴ فروردین ۱۴۰۲ آذربایجان غربی

## زادروزها
- ۱۳۱۲ - عزت‌الله مقبلی، دوبلور و بازیگر
- ۱۳۱۲ - حبیب‌الله بدیعی، موسیقی‌دان
- ۱۳۱۶ - عباس پهلوان، نویسنده و فعال سیاسی
- ۱۳۲۸ - علی‌اکبر صالحی، سیاستمدار
- ۱۳۳۱ - واروژ کریم‌مسیحی، فیلم‌نامه‌نویس
- ۱۳۶۲ - امید خلیلی، مجری برنامه‌های تلویزیون
- ۱۳۶۴ - احسان خرسندی، بازیکن فوتبال
- ۱۳۶۹ - سروش رفیعی، بازیکن فوتبال
- ۱۳۷۰ - سعید شیرود قربانی، والیبالیست

## درگذشت‌ها
- ۷۲۴ - امین‌الدین بلیانی، شاعر، صوفی و شیخ‌الاسلام فارس در دورهٔ حکومت آل اینجو
- ۱۳۲۶ - مهدی نوایی، موسیقی‌دان
- ۱۳۷۹ - رافیک آرزومانیان، فیلم‌بردار
- ۱۳۸۴ - محمد مددپور، نویسنده و پژوهشگر
- ۱۳۹۳ - علی خلیلی، از شهروندان ایران
- ۱۳۹۹ - عباسقلی دانشور، پزشک